# Mysateles garridoi
Mysateles garridoi је врста глодара из породице хутија (лат. Capromyidae). 

## Распрострањење
Врста је присутна само на Куби.

## Станиште
Врста Mysateles garridoi има станиште на копну.

## Угроженост
Ова врста је крајње угрожена и у великој опасности од изумирања.

### Популациони тренд
Популациони тренд је за ову врсту непознат.